# 30e cérémonie des Lumières
La 30e cérémonie des Lumières de la presse internationale, organisée par l'Académie des Lumières, s’est déroulée le 20 janvier 2025. Elle récompense les films français sortis en 2024.
Le 12 décembre 2024, les nominations sont annoncées.

## Palmarès

### Meilleur film
- Emilia Pérez de Jacques Audiard
  - All We Imagine as Light de Payal Kapadia
  - L'Histoire de Souleymane de Boris Lojkine
  - Miséricorde d'Alain Guiraudie
  - Le Roman de Jim d'Arnaud Larrieu et Jean-Marie Larrieu

### Meilleure mise en scène
- Jacques Audiard pour Emilia Pérez
  - Matthieu Delaporte et Alexandre de La Patellière pour Le Comte de Monte-Cristo
  - Alain Guiraudie pour Miséricorde
  - Boris Lojkine pour L'Histoire de Souleymane
  - François Ozon pour Quand vient l'automne

### Meilleure actrice
- Karla Sofía Gascón pour Emilia Pérez
  - Hafsia Herzi pour Borgo
  - Agnès Jaoui pour Ma vie ma gueule
  - Anamaria Vartolomei pour Maria
  - Hélène Vincent pour Quand vient l'automne

### Meilleur acteur
- Abou Sangaré pour L'Histoire de Souleymane
  - Adam Bessa pour Les Fantômes
  - Paul Kircher pour Leurs enfants après eux
  - Karim Leklou pour Le Roman de Jim
  - Pierre Niney pour Le Comte de Monte-Cristo

### Meilleur scénario
- Jacques Audiard pour Emilia Pérez
  - Alain Guiraudie pour Miséricorde
  - Boris Lojkine et Delphine Agut pour L'Histoire de Souleymane
  - Jonathan Millet et Florence Rochat pour Les Fantômes
  - François Ozon pour Quand vient l'automne

### Révélation féminine
- Ghjuvanna Benedetti pour Le Royaume
  - Maïwène Barthelemy pour Vingt Dieux
  - Malou Khebizi pour Diamant brut
  - Clara-Maria Laredo pour À son image
  - Megan Northam pour Rabia

### Révélation masculine
- Clément Faveau pour Vingt Dieux
  - Sayyid El Alami pour Leurs enfants après eux
  - Malik Frikah pour L'Amour ouf
  - Félix Kysyl pour Miséricorde
  - Pierre Lottin pour Quand vient l'automne

### Meilleur premier film
- Vingt Dieux de Louise Courvoisier
  - Diamant brut d'Agathe Riedinger
  - Les Fantômes de Jonathan Millet
  - Rabia de Mareike Engelhardt
  - Le Royaume de Julien Colonna

### Meilleure coproduction internationale
- Les Graines du figuier sauvage de Mohammad Rasoulof
  - Grand Tour de Miguel Gomes
  - Green Border d'Agnieszka Holland
  - El Profesor de María Alché et Benjamín Naishtat
  - Septembre sans attendre de Jonás Trueba

### Meilleur documentaire
- Dahomey de Mati Diop
  - Bye Bye Tibériade de Lina Soualem
  - Madame Hofmann de Sébastien Lifshitz
  - Orlando, ma biographie politique de Paul B. Preciado
  - Voyage à Gaza de Piero Usberti

### Meilleur film d'animation
- Flow de Gints Zilbalodis
  - Angelo dans la forêt mystérieuse de Vincent Paronnaud et Alexis Ducord
  - Maya, donne-moi un titre de Michel Gondry
  - La Plus Précieuse des marchandises de Michel Hazanavicius
  - Sauvages ! de Claude Barras

### Meilleure image
- Nicolas Bolduc pour Le Comte de Monte-Cristo
  - Josée Deshaies pour La Bête
  - Tristan Galand pour L'Histoire de Souleymane
  - Paul Guilhaume pour Emilia Pérez
  - Claire Mathon pour Miséricorde

### Meilleure musique
- Camille et Clément Ducol pour Emilia Pérez
  - Bertrand Bonello et Anna Bonello pour La Bête
  - Amaury Chabauty pour Leurs enfants après eux
  - Alexandre Desplat pour La Plus Précieuse des marchandises
  - Yuksek pour Les Fantômes

## Statistiques

### Récompenses multiples
- 5 : Emilia Pérez
- 2 : Vingt Dieux

### Nominations multiples
- 6 : Emilia Pérez
- 5 : Miséricorde, L'Histoire de Souleymane
- 4 : Les Fantômes, Quand vient l'automne
- 3 : Leurs enfants après eux, Le Comte de Monte-Cristo, Vingt Dieux
- 2 : La Bête, Le Roman de Jim, Le Royaume, La Plus Précieuse des marchandises, Rabia, Diamant brut